# Говіркий Том і друзі (мультсеріал)
«Говіркий Том і друзі» (англ. Talking Tom & Friends, раніше Talking Tom and Friends; інші варіанти — Балакучий Том і його друзі, Розмовляючий Том і Друзі) — анімаційний веб-серіал від компанії Outfit7 Limited, заснований на однойменній медіа-франшизі. Перші три сезони шоу випускалися австрійською анімаційною студією «arx anima», а четвертий і п'ятий — іспанською студією People Moving Pixels. Починаючи з 6-го сезону, виробництвом займатиметься інша, поки що невідома студія.

Колишній логотип телешоу, замінений протягом 5-го сезону

Зйомки першого сезону було припинено 13 серпня 2015 року, після випуску 9-го епізоду «У владі Місяця». Серіал повернувся на YouTube 8 жовтня 2015 року, починаючи з епізоду «У владі Місяця 2». Творці також зробили ще одну перерву після 22-ї серії і не випускали 23 до 10 березня 2016 року. Втретє мультфільм призупинили 23 червня 2016 року, закінчивши 38-м епізодом «Спека», 14-ть серій, що залишилися, вийшли на YouTube знову з 22 вересня 2016 року. 30 серпня 2016 року компанія Outfit7 на своєму сайті повідомила, що мультсеріал продовжено на другий сезон, який вийде в ефір у 2017 році. 22 грудня 2016 року вийшла фінальна серія першого сезону «Секрет, який варто зберігати: частина 3».
Телекомпанія Turner Broadcasting System Europe придбала права на трансляцію мультсеріалу, і в даний час Том і Друзі, що говорить, транслюється на британському підрозділі телеканалу «Boomerang» з вересня 2016 року . З квітня 2018 року серіал також транслюється на британському каналі Pop, підрозділі однойменного американського каналу.
Починаючи з 2016 року, на офіційних міжнародних каналах Talking Tom and Friends на YouTube були випущені дубляжі мультсеріалу іншими мовами, над якими працювала студія The Kitchen Miami.
Офіційне гасло серіалу (до 2020 року) — «5 друзів. 1 гараж. Тони веселощів!». Нове офіційне гасло — «Дружба ніколи не закінчується!» .

## Історія
7 жовтня 2013 Outfit7 оголосила, що вони найняли Джо Ансолабехера для створення 11-хвилинного комедійного CGI-серіалу, заснованого на франшизі Talking Tom і спочатку названого «Том на дорозі». У серіалі мали з'явитися Том, Бен, Анджела та Джинджер, а прем'єра мала відбутися наприкінці 2014 року. 3 березня 2014 року журнал Kidscreen оголосив, що серіал називатиметься «Том і друзі, що говорить», і продюсуватиметься творчою студією «BRB Screen 21». Пілотний епізод, нарешті, вийшов 23 грудня 2014 року у вигляді CGI-мультсеріалу, який був спродюсований arx anima та представив нового персонажа на ім'я Генк.
23 лютого 2015 року Outfit7 оголосила, що прем'єра повного циклу відбудеться 30 квітня 2015 року, а нові епізоди виходитимуть щотижня. Перший сезон тривав з 30 квітня 2015 року до 22 грудня 2016 року. Він виграв премію «Найкращий анімаційний серіал» на премії Cablefax Awards 2016 року, і тому 18 серпня 2016 року шоу отримало «зелене світло» на другий сезон із ще 52 епізодами, але в результаті їх вийшло лише 26, а друга половина епізодів увійшла до третього. сезон. Другий сезон транслювався з 15 червня 2017 року до 15 березня 2018 року, третій — з 10 травня до 27 грудня 2018 року, четвертий — з 16 травня 2019 року до 27 березня 2020 року. 5 сезон виходив з 8 травня 2020 року, по 28 листопада 2021 року. Також творці підтвердили новий 6-й сезон. Він знаходиться у розробці та його дата виходу невідома.

## Сюжет
Серіал розповідає про повсякденне життя говіркого Тома, та його друзів. Том та його занудний діловий партнер Бен постійно розробляють мобільні додатки та інші винаходи, аби досягти слави та багатства та спробувати показути себе світові, але це завжди призводить до зворотних результатів. Подруга Тома, Анджела, намагається бути співочою зіркою, незалежно від того, що вона робить, щоб досягти цього. Сусід Тома, Джинджер дуже часто заглядає сюди, щоб попустувати з бешкетом у рукаві. Дурний найкращий друг і сусід по кімнаті Генк-домосід, ДУЖЕ багато дивиться телевізор. А колишня дисидентська поп-зірка Бекка Спарклз стала новою сусідкою Анджели по кімнаті і, схоже, закохалася у Ненка. Втім, незважаючи на неприємності всіх форм і розмірів, чи це злий Гендиректор, таємничий новий сусід Тома або просто нещасний випадок у новому творінні Бена, банда буде веселитися, незважаючи ні на що, і завжди пам'ятати одну річ, яка тримає їх разом: дружба ніколи не закінчується!

## Персонажі
- Том — сіро-смугастий кіт. Постійно розробляє програми разом із Беном. Віддає перевагу бізнесу. Є лідером команди, бешкетний, харизматичний, енергійний і любить веселощі. В оригіналі озвучений Коліном Генксом .
- Бен — коричневий пес, найкращий товариш Тома. Йому подобається вигадувати речі та працювати над додатками. Є мозком команди, дуже серйозний, але іноді шалений. Озвучено Джеймсом Адоміаном.
- Анджела — біла кішка, подруга та кохана Тома. Співачка. Супер-весела, іноді сором'язлива дівчина. Багато російськомовних шанувальників франшизи «Той, що говорить, і Друзі» неправильно пишуть або вимовляють ім'я кішки, називаючи «Анжелою» або «Анджелою». Це груба помилка; правильний варіант буде Анджела, оскільки кішка має англійське, а не «українське» походження (тобто була створена компанією, що базується в Лондоні, Велика Британія). Озвучено Лізою Шварц.
- Джинджер — рудо-біле сусідське кошеня. У першому сезоні сказав, що він з другої найбагатшої родини у місті. Озвучено Марією Бемфорд.
- Генк — біло-синій пес, сусід Тома. Трохи дурнуватий, але добрий. Озвучений Томасом Кенні .
- Гендиректор (справжнє ім'я — Карл) — найбагатша людина у місті Тома. Том та його друзі спілкувалися з ним, але невдовзі Гендиректор став ним головним ворогом та суперником. Намагається збанкрутувати «Підприємство Тома та Бена». У 19 серії 4-го сезону («Космічний порятунок») намагається вбити Тома, відправивши до космосу на Сонце. Озвучено Браяном Стаком.

## Список серій
| Сезон | Сезон | Кількість епізодів | дата виходу              | дата виходу                 |
| Сезон | Сезон | Кількість епізодів | Прем'єра першого епізоду | Прем'єра останнього епізоду |
| ----- | ----- | ------------------ | ------------------------ | --------------------------- |
|       | 1     | 52                 | 30 квітня 2015           | 22 грудня 2016              |
|       | 2     | 26                 | 15 червня 2017           | 8 березня 2018              |
|       | 3     | 26                 | 10 травня 2018           | 27 грудня 2018              |
|       | 4     | 26                 | 16 травня 2019           | 27 березня 2020             |
|       | 5     | 26                 | 8 травня 2020            | 24 грудня 2021              |
|       | 6     | 26                 | 10 травня 2022           | 2022                        |
|       | 7     | 26                 | 2022                     | 2023                        |

### 1 сезон (2014—2016)
| Номер серії | Номер серії в сезоні | Назва                                     | Автор(и) сценарію              | Режисер(и)                     | Дата показу       | Дата показу в Україні (YouTube) | Дата показу в Україні (дубляж студії «Селена») |
| ----------- | -------------------- | ----------------------------------------- | ------------------------------ | ------------------------------ | ----------------- | ------------------------------- | ---------------------------------------------- |
| 0           | 0                    | «Реаліти-шоу»                             | Том Мартін                     | Грег Манворінг                 | 23 грудня 2014    | 31 грудня 2015                  | 13 серпня 2020                                 |
| 1           | 1                    | «Неговіркий Том»                          | Джек Ферайоло                  | Грег Манворінг                 | 30 квітня 2015    | 8 вересня 2016                  | 17 серпня 2020                                 |
| 2           | 2                    | «Доброзичливе обслуговування»             | Гай Тобес                      | Стефан Фелдмарк и Юдо Бейссел  | 4 травня 2015     | 15 вересня 2016                 | 17 серпня 2020                                 |
| 3           | 3                    | «Футуротрон»                              | Джон Н. Гасс                   | Грег Манворінг                 | 21 травня 2015    | 22 вересня 2016                 | 17 серпня 2020                                 |
| 4           | 4                    | «Додаток „Рішучість“»                     | Гай Тобес                      | Юдо Бейссел                    | 7 травня 2015     | 29 вересня 2016                 | 17 серпня 2020                                 |
| 5           | 5                    | «Магнітний Бен»                           | Гью Веббер                     | Грег Манворінг                 | 18 червня 2015    | 6 жовтня 2016                   | 17 серпня 2020                                 |
| 6           | 6                    | «Шарф Анджели»                            | Джим Мартін                    | Юдо Бейссел та Стефан Фелдмарк | 2 липня 2015      | 13 жовтня 2016                  | 17 серпня 2020                                 |
| 7           | 7                    | «Рекорд Бена»                             | Карен Андерсон                 | Юдо Бейссел                    | 16 липня 2015     | 20 жовтня 2016                  | 18 серпня 2020                                 |
| 8           | 8                    | «Веселий Геловін»                         | Джеймс Вудгем                  | Філіпп Берг                    | 22 жовтня 2015    | 27 жовтня 2016                  | 19 серпня 2020                                 |
| 9           | 9                    | «Важливий безлад»                         | Кевін Педерсен                 | Грег Манворінг                 | 30 липня 2015     | 3 листопада 2016                | 18 серпня 2020                                 |
| 10          | 10                   | «У владі Місяця»                          | Кевін Педерсен                 | Грег Манворінг                 | 13 серпня 2015    | 10 листопада 2016               | 18 серпня 2020                                 |
| 11          | 11                   | «У владі Місяця 2»                        | Джим Мартін та Г'ю Веббер      | Грег Манворінг та Юдо Бейссел  | 8 жовтня 2015     | 17 листопада 2016               | 18 серпня 2020                                 |
| 12          | 12                   | «Міліонер Генк»                           | Кевін Педерсен                 | Стефан Фелдмарк                | 15 жовтня 2015    | 24 листопада 2016               | 18 серпня 2020                                 |
| 13          | 13                   | «Великий Бен»                             | Аллен Глезієр                  | Грег Манворінг                 | 29 жовтня 2015    | 1 грудня 2016                   | 20 серпня 2020                                 |
| 14          | 14                   | «Уявний друг Генк»                        | Аллен Глезієр                  | Стефан Фелдмарк                | 5 листопада 2015  | 8 грудня 2016                   | 20 серпня 2020                                 |
| 15          | 15                   | «Джеремінатор»                            | Марті Еббі-Шнейдер             | Грег Манворінг                 | 12 листопада 2015 | 17 грудня 2016                  | 22 серпня 2020                                 |
| 16          | 16                   | «Рукавичкофон»                            | Кевін Педерсен                 | Стефан Фелдмарк                | 26 листопада 2015 | 24 грудня 2016                  | 22 серпня 2020                                 |
| 17          | 17                   | «Анджела та насмішник»                    | Джон Н. Хасс                   | Стефан Фелдмарк                | 17 грудня 2015    | 29 грудня 2016                  | 22 серпня 2020                                 |
| 18          | 18                   | «Майстер пінг-понгу»                      | Джон Н. Хасс                   | Грег Манворінг                 | 3 грудня 2015     | 5 січня 2017                    | 22 серпня 2020                                 |
| 19          | 19                   | «Режисер Генк»                            | Джеймс Вудгем                  | Грег Манворінг                 | 19 листопада 2015 | 12 січня 2017                   | 22 серпня 2020                                 |
| 20          | 20                   | «Фортеця з ковдр»                         | Марті Еббі-Шнейдер             | Лі Стрінгер                    | 24 грудня 2015    | 19 січня 2017                   | 22 серпня 2020                                 |
| 21          | 21                   | «Лікар Генк»                              | Аллен Глезієр                  | Грег Манворінг                 | 10 грудня 2015    | 26 січня 2017                   | 22 серпня 2020                                 |
| 22          | 22                   | «Гендиректор у біді»                      | Джим Мартін                    | Стефан Фелдмарк                | 30 грудня 2015    | 2 лютого 2017                   | 22 серпня 2020                                 |
| 23          | 23                   | «Ідеальний сусід по кімнаті»              | Кевін Педерсен                 | Стефан Фелдмарк                | 10 березня2016    | 9 лютого 2017                   | 22 серпня 2020                                 |
| 24          | 24                   | «Змагання»                                | Джеймс Вудгем                  | Грег Манворінг                 | 17 березня2016    | 16 лютого 2017                  | 22 серпня 2020                                 |
| 25          | 25                   | «Анджела та критик»                       | Еріка Мартін                   | Стефан Фелдмарк                | 24 березня2016    | 23 лютого 2017                  | 22 серпня 2020                                 |
| 26          | 26                   | «Чудовий день»                            | Джеймс Вудгем та Аллен Глезієр | Стефан Фелдмарк                | 31 березня2016    | 2 березня2017                   | 22 серпня 2020                                 |
| 27          | 27                   | «Романс Тома»                             | Кевін Педерсен                 | Грег Манворінг                 | 7 квітня 2016     | 9 березня2017                   | 22 серпня 2020                                 |
| 28          | 28                   | «Полювання на пірата-примару»             | Джим Мартін                    | Лі Стрінгер                    | 14 квітня 2016    | 16 березня2017                  | 22 серпня 2020                                 |
| 29          | 29                   | «Хлопець-тенісист»                        | Джон Н. Хасс                   | Грег Манворінг                 | 21 квітня 2016    | 23 березня2017                  | 22 серпня 2020                                 |
| 30          | 30                   | «Мрія кожної дівчини»                     | Еріка Мартін                   | Стефан Фелдмарк                | 28 квітня 2016    | 30 березня2017                  | 22 серпня 2020                                 |
| 31          | 31                   | «Забутий друг Вілл Зі»                    | Джон Н. Хасс                   | Стефан Фелдмарк                | 5 травня 2016     | 11 травня 2017                  | 22 серпня 2020                                 |
| 32          | 32                   | «Секрет Анджели»                          | Джеймс Вудгем                  | Грег Манворінг                 | 12 травня 2016    | 18 травня 2017                  | 23 серпня 2020                                 |
| 33          | 33                   | «Джетпак-ніндзя»                          | Джон Н. Хасс                   | Лі Стрінгер                    | 19 травня 2016    | 25 травня 2017                  | 24 серпня 2020                                 |
| 34          | 34                   | «Роман у мережі»                          | Еріка Мартін                   | Грег Манворінг                 | 26 травня 2016    | 1 червня 2017                   | 24 серпня 2020                                 |
| 35          | 35                   | «Друзі на віки»                           | Марті Еббі-Шнейдер             | Лі Стрінгер                    | 2 червня 2016     | 8 червня 2017                   | 24 серпня 2020                                 |
| 36          | 36                   | «Таточко Бен»                             | Кевін Педерсен                 | Грег Манворінг                 | 9 червня 2016     | 15 червня 2017                  | 24 серпня 2020                                 |
| 37          | 37                   | «Знаменитий монстр»                       | Кевін Педерсен                 | Філіпп Берг                    | 16 червня 2016    | 22 червня 2017                  | 24 серпня 2020                                 |
| 38          | 38                   | «Жара»                                    | Джим Мартин                    | Філіпп Берг                    | 23 червня 2016    | 29 червня 2017                  | 24 серпня 2020                                 |
| 39          | 39                   | «Джеремінатор 2: Зомбі»                   | Марті Еббі-Шнейдер             | Філіпп Берг                    | 22 вересня 2016   | 6 липня 2017                    | 24 серпня 2020                                 |
| 40          | 40                   | «Анджела-чирлідер»                        | Джулія Кіллі                   | Філіпп Берг                    | 29 вересня 2016   | 13 липня 2017                   | 24 серпня 2020                                 |
| 41          | 41                   | «Нова робота Генка»                       | Джон Н. Хасс и Кевін Педерсен  | Лі Стрінгер                    | 6 жовтня 2016     | 24 серпня 2017                  | 24 серпня 2020                                 |
| 42          | 42                   | «Паралельний всесвіт»                     | Джеймс Вудгем                  | Філіпп Берг                    | 13 жовтня 2016    | 31 серпня 2017                  | 24 серпня 2020                                 |
| 43          | 43                   | «Формула кохання»                         | Метт Гуззен та Джеймс Вудгем   | Грег Манворінг                 | 20 жовтня 2016    | 7 вересня 2017                  | 24 серпня 2020                                 |
| 44          | 44                   | «Веселий робот Галілео»                   | Джон Н. Хасс                   | Філіпп Берг                    | 27 жовтня 2016    | 14 вересня 2017                 | 24 серпня 2020                                 |
| 45          | 45                   | «Помінялись голосами»                     | Метт Гуззен                    | Філіпп Берг                    | 3 листопада 2016  | 21 вересня 2017                 | 24 серпня 2020                                 |
| 46          | 46                   | «Сама незворушність»                      | Джеймс Вудгем                  | Філіпп Берг                    | 10 листопада 2016 | 28 вересня 2017                 | 24 серпня 2020                                 |
| 47          | 47                   | «Музейне безумство»                       | Кріс Карвовськи                | Грег Манворінг                 | 17 листопада 2016 | 5 жовтня 2017                   | 24 серпня 2020                                 |
| 48          | 48                   | «Соромні спогади»                         | Том Мартін                     | Лі Стрінгер                    | 24 листопада 2016 | 12 жовтня 2017                  | 24 серпня 2020                                 |
| 49          | 49                   | «Секрет, який варто зберігати: частина 1» | Метт Гуззен                    | Філіпп Берг                    | 1 грудня 2016     | 19 жовтня 2017                  | 24 серпня 2020                                 |
| 50          | 50                   | «Секрет, який варто зберігати: частина 2» | Том Мартін та Кевін Педерсен   | Стефан Фелдмарк                | 15 грудня 2016    | 26 жовтня 2017                  | 24 серпня 2020                                 |
| 51          | 51                   | «Секрет, який варто зберігати: частина 3» | Борис Доленк та Том Мартін     | Стефан Фелдмарк                | 22 грудня 2016    | 2 листопада 2017                | 24 серпня 2020                                 |

### «Міні-серії» (2015—2016)
| Номер серії | Назва                   | Автор(и) сценарію | Режисер(и)                  | Дата показу     | Дата показу в Україні (YouTube) |
| ----------- | ----------------------- | ----------------- | --------------------------- | --------------- | ------------------------------- |
| 1           | "Не передражнюй мене! " | Юдо Бейссел       | Х'ю Веббер                  | 5 лютого 2015   | 7 січня 2016                    |
| 2           | «Гіпноз»                | Грег Манворінг    | Джеймс Вудхем               | 19 лютого 2015  | 14 січня 2016                   |
| 3           | «Комік Бен»             | Юдо Бейссел       | Джеймс Вудхем               | 19 березня 2015 | 21 січня 2016                   |
| 4           | «Супер-пилосос»         | Грег Манворінг    | Джеймс Вудхем               | 2 квітня 2015   | 28 січня 2016                   |
| 5           | «Доброго ранку, Том»    | Юдо Бейссел       | Джеймс Вудхем, Борис Доленц | 16 квітня 2015  | 11 лютого 2016                  |
| 6           | "Є така програма! "     | Юдо Бейссел       | Х'ю Веббер                  | 3 вересня 2015  | 18 лютого 2016                  |
| 7           | «Велик Хенко»           | Юдо Бейссел       | Джеймс Вудхем               | 17 вересня 2015 | 25 лютого 2016                  |
| 8           | «Сюрприз для Анджели»   | Грег Манворінг    | Джеймс Вудхем, Борис Доленц | 4 лютого 2016   | 4 лютого 2016                   |

### 2 сезон (2017—2018)
| Номер серії | Номер серії в сезоні | Назва                                | Автор(и) сценарію              | Режисер(и)                              | Дата показу       | Дата показу в Україні (YouTube) | Дата показу в Україні |
| ----------- | -------------------- | ------------------------------------ | ------------------------------ | --------------------------------------- | ----------------- | ------------------------------- | --------------------- |
| 52          | 1                    | «Забутий поцілунок»                  | Джим Гоуп                      | Грег Манворінг                          | 15 червня 2017    | 23 липня 2020                   | 24 серпня 2020        |
| 53          | 2                    | «Перше екстремальне побачення»       | Джим Мартін                    | Фернандо Помарес                        | 22 червня 2017    | 4 вересня 2020                  | 24 серпня 2020        |
| 54          | 3                    | «Просто товариші»                    | Кевін Педерсен                 | Ерік Кайзес                             | 29 червня 2017    | 1 жовтня 2020                   | 24 серпня 2020        |
| 55          | 4                    | «Битва солодких парачок (Частина 1)» | Джеймс Вудхем                  | Лі Стрінгер та Філіпп Сейс              | 13 липня 2017     | 15 жовтня 2020                  | 24 серпня 2020        |
| 56          | 5                    | «Битва солодких парачок (Частина 2)» | Метт Гуззен                    | Ерік Кайзес                             | 20 липня 2017     | 5 листопада 2020                | 24 серпня 2020        |
| 57          | 6                    | «Геній в запасі»                     | Джим Гоуп                      | Лі Стрінгер                             | 27 липня 2017     | 9 листопада 2020                | 27 серпня 2020        |
| 58          | 7                    | «Крутий та ботан»                    | Джим Гоуп                      | Ерік Кайзес                             | 3 серпня 2017     | 19 листопада 2020               | 27 серпня 2020        |
| 59          | 8                    | «Саботаж»                            | Кевін Педерсен                 | Фернандо Помарес                        | 10 серпня 2017    | 26 листопада 2020               | 27 серпня 2020        |
| 60          | 9                    | «Голосуйте за Тома!»                 | Джон Н. Хасс та Кевін Педерсен | Фернандо Помарес                        | 17 серпня 2017    | 5 грудня 2020                   | 27 серпня 2020        |
| 61          | 10                   | «Щасливе місто»                      | Кевін Педерсен                 | Фернандо Помарес                        | 5 жовтня 2017     | 12 грудня 2020                  | 27 серпня 2020        |
| 62          | 11                   | «Клуб ботанів»                       | Джим Гоуп                      | Лі Стрінгер та Філіпп Сейс              | 12 жовтня 2017    | 24 грудня 2020                  | 28 серпня 2020        |
| 63          | 12                   | «Тако Спагеті Бургер»                | Метт Гуззен                    | Фернандо Помарес                        | 19 жовтня 2017    | 26 грудня 2020                  | 28 серпня 2020        |
| 64          | 13                   | «Подвійне нещасне побачення»         | Кевін Педерсен                 | Фернандо Помарес                        | 26 жовтня 2017    | 28 грудня 2020                  | 28 серпня 2020        |
| 65          | 14                   | «Невдача з електронною поштою»       | Кевін Педерсен                 | Фернандо Помарес                        | 2 листопада 2017  | 12 березня 2021                 | 28 серпня 2020        |
| 66          | 15                   | «Няня Том»                           | Джим Гоуп                      | Ерік Кайзес                             | 9 листопада 2017  | 15 квітня 2021                  | 28 серпня 2020        |
| 67          | 16                   | «Гаражне свято»                      | Кевін Педерсен                 | Ерік Кайзес                             | 16 листопада 2017 | 20 травня 2021                  | 1 вересня 2020        |
| 68          | 17                   | «Назад в школу»                      | Джейн Хеміл                    | Фернандо Помарес                        | 23 листопада 2017 | 10 червня 2021                  | 2 вересня 2020        |
| 69          | 18                   | «Вершник кохання»                    | Карен Андерсон                 | Лі Стрінгер та Філіпп Сейс              | 30 листопада 2017 | 20 липня 2021                   | 3 вересня 2020        |
| 70          | 19                   | «Пока, пока, Бонго!»                 | Джеймс Вудхем                  | Лі Стрінгер та Філіпп Сейс              | 7 грудня 2017     | 6 серпня 2021                   | 4 вересня 2020        |
| 71          | 20                   | «Космічні конфлікти»                 | Еріка Мартін                   | Ерік Кайзес                             | 14 грудня 2017    | 23 серпня 2021                  | 5 вересня 2020        |
| 72          | 21                   | «Порятунок Санти»                    | Джим Гоуп                      | Філіпп Сейс                             | 21 грудня 2017    | 9 вересня 2021                  | 7 вересня 2020        |
| 73          | 22                   | «Зухвала Енджі»                      | Еріка Мартін                   | Ерік Кайзес                             | 28 грудня 2017    | 26 вересня 2021                 | 8 вересня 2020        |
| 74          | 23                   | «Домовласник у коханні»              | Джим Гоуп                      | Лі Стрінгер та Філіпп Сейс              | 15 лютого 2018    | 13 жовтня 2021                  | 9 вересня 2020        |
| 75          | 24                   | «Рибний бізнес»                      | Кевін Педерсен                 | Фернандо Помарес                        | 22 лютого 2018    | 30 жовтня 2021                  | 10 вересня 2020       |
| 76          | 25                   | «Екстрасенс Анджела»                 | Карен Андерсон                 | Ерік Кайзес та Філіпп Сейс              | 1 березня 2018    | 16 листопада 2021               | 11 вересня 2020       |
| 77          | 26                   | «Глибокий секрет»                    | Метт Гуззен                    | Ерік Кайхес та Алесандро Лопез Гранадос | 8 березня 2018    | 3 грудня 2021                   | 12 вересня 2020       |

### 3 сезон (2018)
| Номер серії | Номер серії в сезоні | Назва                      | Автор(и) сценарію  | Режисер(и)                              | Дата показу       | Дата показу в Україні (YouTube) | Дата показу в Україні (дубляж студії «Селена») |
| ----------- | -------------------- | -------------------------- | ------------------ | --------------------------------------- | ----------------- | ------------------------------- | ---------------------------------------------- |
| 78          | 1                    | «Пірати кохання»           | Джим Гоуп          | Алесандро Лопез Гранадос                | 10 травня 2018    | 16 січня 2022                   | 17 вересня 2020                                |
| 79          | 2                    | «Супергеройський пікнік»   | Джим Гоуп          | Фернандо Помарес                        | 17 травня 2018    | 2 лютого 2022                   | 18 вересня 2020                                |
| 80          | 3                    | «Місія: Видалити»          | Метт Гуззен        | Фернандо Помарес                        | 24 травня 2018    | 19 лютого 2022                  | 24 вересня 2020                                |
| 81          | 4                    | «Справа в гаражі»          | Джим Гоуп          | Ерік Кайзес та Алесандро Лопез Гранадос | 31 травня 2018    | 8 березня 2022                  | 25 вересня 2020                                |
| 82          | 5                    | «Шоу талантів»             | Джим Гоуп          | Фернандо Помарес                        | 7 червня 2018     | 25 березня 2022                 | 1 жовтня 2020                                  |
| 83          | 6                    | «Королева дронів»          | Еріка Мартін       | Філіпп Сейс                             | 21 червня 2018    | 11 квітня 2022                  | 2 жовтня 2020                                  |
| 84          | 7                    | «У пошуках скарбів»        | Кевін Педерсен     | Фернандо Помарес                        | 28 червня 2018    | 28 квітня 2022                  | 8 жовтня 2020                                  |
| 85          | 8                    | «Галактичений друг»        | Кевін Педерсен     | Ерік Кайзес та Алесандро Лопез Гранадос | 5 липня 2018      | 15 травня 2022                  | 9 жовтня 2020                                  |
| 86          | 9                    | «Справжнє кохання»         | Кевін Педерсен     | Фернандо Помарес                        | 12 липня 2018     | 1 червня 2022                   | 10 жовтня 2020                                 |
| 87          | 10                   | «Втрачені скаути»          | Джеймс Вудхем      | Фернандо Помарес                        | 19 липня 2018     | 18 червня 2022                  | 11 жовтня 2020                                 |
| 88          | 11                   | «Герой Генк»               | Джеймс Вудхем      | Алесандро Лопез Гранадос                | 26 липня 2018     | 5 липня 2022                    | 15 жовтня 2020                                 |
| 89          | 12                   | «Незвичайна вечірка»       | Марті Еббі-Шнейдер | Лі Стрінгер та Філіпп Сейс              | 2 серпня 2018     | 22 липня 2022                   | 16 жовтня 2020                                 |
| 90          | 13                   | «Учитель на заміну»        | Метт Гуззен        | Алесандро Лопез Гранадос                | 9 серпня 2018     | 8 серпня 2022                   | 17 жовтня 2020                                 |
| 91          | 14                   | «Загіпнотизований Том»     | Джим Гоуп          | Філіпп Сейс                             | 20 вересня 2018   | 25 серпня 2022                  | 18 жовтня 2020                                 |
| 92          | 15                   | «Шостий друг»              | Джеймс Вудхем      | Алесандро Лопез Гранадос                | 27 вересня 2018   | 11 вересня 2022                 | 22 жовтня 2020                                 |
| 93          | 16                   | «Знов у дитинство»         | Метт Гуззен        | Філіпп Сейс                             | 4 жовтня 2018     | 28 вересня 2022                 | 23 жовтня 2020                                 |
| 94          | 17                   | «Запасний Том»             | Джеймс Вудхем      | Філіпп Сейс                             | 11 жовтня 2018    | 15 жовтня 2022                  | 24 жовтня 2020                                 |
| 95          | 18                   | «Велика брехня»            | Бекі Фелдман       | Алесандро Лопез Гранадос                | 18 жовтня 2018    | 1 листопада 2022                | 25 жовтня 2020                                 |
| 96          | 19                   | «Кукурудзяні битви»        | Джим Гоуп          | Фернандо Помарес                        | 25 жовтня 2018    | 18 листопада 2022               | 29 жовтня 2020                                 |
| 97          | 20                   | «Генк проти вампірів»      | Мартин Хорват      | Алесандро Лопез Гранадос                | 1 листопада 2018  | 5 грудня 2022                   | 30 жовтня 2020                                 |
| 98          | 21                   | «Конкурс танців»           | Джим Гоуп          | Алесандро Лопез Гранадос                | 15 листопада 2018 | 22 грудня 2022                  | 31 жовтня 2020                                 |
| 99          | 22                   | «Скасувати всіх»           | Метт Гуззен        | Філіпп Сейс                             | 22 листопада 2018 | 8 січня 2023                    | 1 листопада 2020                               |
| 100         | 23                   | «Міс „Так“»                | Метт Гуззен        | Філіпп Сейс                             | 29 листопада 2018 | 25 січня 2023                   | 5 листопада 2020                               |
| 101         | 24                   | «Чіт-код»                  | Джеймс Вудхем      | Фернандо Помарес                        | 13 грудня 2018    | 11 лютого 2023                  | 6 листопада 2020                               |
| 102         | 25                   | «Ретро-надзвукова Анджела» | Кевін Педерсен     | Філіпп Сейс                             | 20 грудня 2018    | 28 лютого 2023                  | 7 листопада 2020                               |
| 103         | 26                   | «Глюк-апокаліпсис»         | Кевін Педерсен     | Фернандо Помарес                        | 27 грудня 2018    | 17 березня 2023                 | 8 листопада 2020                               |

### 4 сезон (2019—2020)
| Номер серії | Номер серії в сезоне | Назва                                     | Автор(и) сценарію             | Режисер(и)                                | Дата показу       |
| ----------- | -------------------- | ----------------------------------------- | ----------------------------- | ----------------------------------------- | ----------------- |
| 104         | 1                    | «Де Анджела?»                             | Кевін Педерсен                | Філіпп Берг                               | 16 травня 2019    |
| 105         | 2                    | «Цифрова королева»                        | Кевін Педерсен                | Філіпп Берг                               | 23 травня 2019    |
| 106         | 3                    | «Гарний мікроб»                           | Джим Гоуп                     | Нільс A. Домер та Стефан Ф'єлдмарк        | 4 липня 2019      |
| 107         | 4                    | «Цифровий детокс Бена»                    | Джим Гоуп                     | Філіпп Берг                               | 11 липня 2019     |
| 108         | 5                    | «Найгірший мер Том»                       | Джеймс Вудхем                 | Філіпп Берг                               | 18 липня 2019     |
| 109         | 6                    | «Тілохоронець Том»                        | Джеймс Вудхем                 | Філіпп Берг                               | 25 липня 2019     |
| 110         | 7                    | «Велика гонка на таксі»                   | Кевін Педерсен                | Філіпп Берг                               | 19 вересня 2019   |
| 111         | 8                    | «Супермодель Toм»                         | Кевін Педерсен                | Філіпп Берг                               | 26 вересня 2019   |
| 112         | 9                    | «Хто така Бекка?»                         | Беккі Фельдман                | Стефан Ф'єлдмарк                          | 4 жовтня 2019     |
| 113         | 10                   | «Імперія загадкових коробок»              | Беккі Фельдман                | Стефан Ф'єльдмарк                         | 11 жовтня 2019    |
| 114         | 11                   | «Збережемо дерево!»                       | Мартин Хорват                 | Майкл Хельмут Хансен та Філіпп Берг       | 18 жовтня 2019    |
| 115         | 12                   | «Кінозірка Анджело»                       | Кемерон Хоуп                  | Майкл Хельмут Хансен та Стефан Ф'єльдмарк | 25 жовтня 2019    |
| 116         | 13                   | «Секретне життя Міс Вантракс»             | Метт Гуззен                   | Філіпп Берг                               | 30 жовтня 2019    |
| 117         | 14                   | «Таємниця піраміди»                       | Джим Гоуп                     | Стефан Ф'єльдмарк                         | 8 листопада 2019  |
| 118         | 15                   | «З річницею»                              | Джим Гоуп                     | Стефан Ф'єльдмарк                         | 16 листопада 2019 |
| 119         | 16                   | «Проклята гра»                            | Джеймс Вудхем                 | Нільс А. Домер                            | 29 листопада 2019 |
| 120         | 17                   | «Телевізійна вечірка Генка»               | Джеймс Вудхем                 | Стефан Ф'єльдмарк                         | 6 грудня 2019     |
| 121         | 18                   | «Поганий Мікроб»                          | Метт Гуззен                   | Нільс А. Домер                            | 13 грудня 2019    |
| 122         | 19                   | «Космічний порятунок»                     | Кевін Педерсен                | Філліп Берг                               | 20 грудня 2019    |
| 123         | 20                   | «Машина погоди»                           | Джим Гоуп                     | Нільс А. Домер                            | 21 грудня 2019    |
| 124         | 21                   | «Викрадачка хлопців»                      | Беккі Фельдман                | Стефан Ф'єльдмарк                         | 22 грудня 2019    |
| 125         | 22                   | «Новий Гендиректор»                       | Метт Гуззен                   | Нільс А. Домер                            | 31 січня 2020     |
| 126         | 23                   | «Шоколадні ігри»                          | Кемерон Гоуп                  | Філліп Берг                               | 14 лютого 2020    |
| 127         | 24                   | «Баскетбольний герой»                     | Джеймс Вудхем                 | Майкл Хельмут Хансен та Стефан Ф'єльдмарк | 28 лютого 2020    |
| 128         | 25                   | «Втекти: неможливо»                       | Джеймс Вудхем                 | Стефан Ф'єльдмарк                         | 13 березня 2020   |
| 129         | 26                   | «Хороші дівчатка люблять поганих хлопців» | Кевін Педерсен та Метт Гуззен | Стефан Ф'єльдмарк                         | 27 березня 2020   |

### 5 сезон (2020—2021)
| Номер | Номер в сезоні | Назва                           | Автор(и) сценарію                        | Режисер(и)       | Дата показу       |
| ----- | -------------- | ------------------------------- | ---------------------------------------- | ---------------- | ----------------- |
| 130   | 1              | «Сусід Рой»                     | Стефан Ф'єлдмарк                         | Метт Гуззен      | 8 травня 2020     |
| 131   | 2              | «Перше побачення Генка»         | Джеймс Вудхем                            | Стефан Ф'єлдмарк | 22 травня 2020    |
| 132   | 3              | «Розберіть сміття»              | Стефан Ф'єлдмарк                         | Джеймс Вудхем    | 5 червня 2020     |
| 133   | 4              | «Мікро-шпіон Том»               | Стефан Ф'єлдмарк                         | Беккі Фельдман   | 19 червня 2020    |
| 134   | 5              | «Новий-старий сусід по кімнаті» | Стефан Ф'єлдмарк                         | Беккі Фельдман   | 3 липня 2020      |
| 135   | 6              | «Джинджер та дівчисько»         | Нільс А. Домер                           | Беккі Фельдман   | 17 липня 2020     |
| 136   | 7              | «Розборки на піжонському ранчо» | Філіпп Берг                              | Метт Гуззен      | 31 липня 2020     |
| 137   | 8              | «Офіціантка Анджела»            | Стефан Ф'єлдмарк и Нільс А. Домер        | Метт Гуззен      | 14 серпня 2020    |
| 138   | 9              | «Пляжний день в пустині»        | Стефан Ф'єлдмарк                         | Кевін Педерсен   | 28 серпня 2020    |
| 139   | 10             | «Сусідська війна»               | Стефан Ф'єлдмарк                         | Кемерон Гоуп     | 11 вересня 2020   |
| 140   | 11             | «Атака пранков!»                | Стефан Ф'єлдмарк                         | Мартін Хорват    | 25 вересня 2020   |
| 141   | 12             | «Колисковий монстр»             | Філіпп Берг та Стефан Ф'єлдмарк          | Мартін Хорват    | 9 жовтня 2020     |
| 142   | 13             | «Мій солодкий Гелловін»         | Філіпп Берг и Стефан Ф'єлдмарк           | Джим Гоуп        | 23 жовтня 2020    |
| 143   | 14             | «Батьки у місті»                | Стефан Ф'єлдмарк                         | Джеймс Вудхем    | 6 листопада 2020  |
| 144   | 15             | «Неймовірний супер-фанат»       | Стефан Ф'єлдмарк та Майкл Хельмут Хансен | Джеймс Вудхем    | 20 листопада 2020 |
| 145   | 16             | «Том-гуру»                      | Стефан Ф'єлдмарк                         | Джеймс Вудхем    | 4 грудня 2020     |
| 146   | 17             | «Телефон Санти»                 | Стефан Ф'єлдмарк                         | Джеймс Вудхем    | 17 грудня 2020    |
| 147   | 18             | «Рой поспішає на допомогу»      | Стефан Ф'єлдмарк                         | Мартин Хорват    | 26 березня 2021   |
| 148   | 19             | «Зухвала Бекка»                 | Стефан Ф'єлдмарк                         | Кевін Педерсен   | 30 квітня 2021    |
| 149   | 20             | «Прокляття розпаду»             | Стефан Ф'єлдмарк                         | Метт Гуззен      | 28 травня 2021    |
| 150   | 21             | «Хоробрий Сер Джинджер»         | Стефан Ф'єлдмарк та Нільс А. Домер       | Джим Гоуп        | 18 червня 2021    |
| 151   | 22             | «Хто такий Біллі?»              | Стефан Ф'єлдмарк                         | Джеймс Вудхем    | 27 серпня 2021    |
| 152   | 23             | «Новий образ Анджели»           | Стефан Ф'єлдмарк                         | Беккі Фельдман   | 1 жовтня 2021     |
| 153   | 24             | «Тест на генія»                 | Стефан Ф'єлдмарк                         | Метт Гуззен      | 29 жовтня 2021    |
| 154   | 25             | «Усі ненавидять Тома»           | Стефан Ф'єлдмарк и Філіпп Берг           | Кевін Педерсен   | 26 листопада 2021 |
| 155   | 26             | «Говіркий Том та друзі»         | Стефан Ф'єлдмарк и Філіпп Берг           | Кевін Педерсен   | 24 грудня 2021    |

### 6 сезон (2022)
| Номер | Номер у сезоні | Назва              | Автор(и) сценарію                  | Режисер(и)                             | Дата показу    |
| ----- | -------------- | ------------------ | ---------------------------------- | -------------------------------------- | -------------- |
| 156   | 1              | «Дощовий день їжі» | Стефан Фельдмарк та Нільс А. Домір | Майкл Хельмут Хансен та Кевін Педерсен | 10 травня 2022 |
| 157   | 2              | Н/Д                | Н/Д                                | Н/Д                                    | 24 травня 2022 |
| 158   | 3              | Н/Д                | Н/Д                                | Н/Д                                    | 7 червня 2022  |